# غوردي كومبز
غوردي كومبز (بالإنجليزية: Gordy Combs)‏ هو لاعب كرة قدم أمريكية أمريكي، ولد في 3 أبريل 1950.